# Koellikerina multicirrata
Koellikerina multicirrata is een hydroïdpoliep uit de familie Bougainvilliidae. De poliep komt uit het geslacht Koellikerina. Koellikerina multicirrata werd in 1928 voor het eerst wetenschappelijk beschreven door Kramp. 